# Phúc Chu
Phúc Chu là một xã thuộc huyện Định Hóa, tỉnh Thái Nguyên, Việt Nam.

## Địa lý
Xã Phúc Chu nằm gần trung tâm huyện Định Hóa, có vị trí địa lý:
- Phía đông giáp thị trấn Chợ Chu
- Phía tây giáp xã Bảo Linh
- Phía nam giáp xã Bảo Cường và xã Đồng Thịnh
- Phía bắc giáp xã Kim Phượng và xã Quy Kỳ.

Xã Phúc Chu có diện tích 14,30 km², dân số năm 1999 là 2.281 người, mật độ dân số đạt 160 người/km². Trên địa bàn xã có đường liên xã nối với xã Bảo Linh và thị trấn Chợ Chu.

## Lịch sử
Sau năm 1975, Phúc Chu là một xã thuộc huyện Định Hóa.
Đến năm 2019, xã Phúc Chu được chia thành 9 xóm: Độc Lập, Làng Hoèn, Nà De, Đồng Kè, Đồng Dọ, Làng Gầy, Nà Lom, Làng Mới và Đồng Uẩn.
Ngày 11 tháng 12 năm 2019, sáp nhập hai xóm Độc Lập và Nà De vào xóm Làng Hoèn, sáp nhập hai xóm Đồng Kè và Đồng Dọ thành xóm Đồng Đình.

## Hành chính
Xã Phúc Chu được chia thành 6 xóm: Độc Lập, Đồng Đình, Đồng Uẩn, Làng Gầy, Làng Hoèn, Nà Lom.

## Kinh tế
Nền kinh tế của xã Phúc Chu phụ thuộc chủ yếu vào nông nghiệp, chủ yếu là trồng lúa và chè. Hồ Làng Gầy ở xã Phúc Chu được xây dựng từ năm 1990, diện tích lưu vực 2,1 km² gồm đập chính dài 62m, cao 18m, điều tiết nước tưới trực tiếp cho 40ha lúa hai vụ của xã.